# Equipo de Copa Davis de Croacia
El Equipo croata de Copa Davis es el representativo de Croacia en la máxima competición a nivel de naciones del tenis.

## Historia
Croacia comenzó a disputar la Copa Davis en 1993. Anteriormente, los jugadores representaban a Yugoslavia. Ha jugado 32 series, de las cuales ha ganado 19 y perdido 13. En 2005 logró el título cuando venció en la final a Eslovaquia por 3:2; siendo la duodécima nación en obtener el título, y la primera que lo hace sin ser preclasificada.

### Victorias y derrotas
|           | Total | Tierra | Carpeta | Césped | Dura | Indoor | Outdoor |
| --------- | ----- | ------ | ------- | ------ | ---- | ------ | ------- |
| Victorias | 19    | 11     | 5       | 0      | 3    | 14     | 5       |
| Derrotas  | 13    | 6      | 3       | 1      | 3    | 7      | 6       |

## Actualidad
En la edición del 2007 perdió en la primera ronda ante Alemania por 2:3 en Alemania, con lo cual debió disputar los play-offs del Grupo Mundial en septiembre.En la serie de play-offs,Croacia jugó contra Gran Bretaña en el All England Tennis Club de Londres.Dicha serie terminó con la derrota del equipo croata por 1-4,que lo relegó al grupo zonal Europa/África I para el 2008.
En el 2008, debutó en la segunda ronda del Grupo Europa/África I ante Italia sobre canchas duras en la ciudad de Zagreb. La actuación de Mario Ančić resultó decisiva, ganando el segundo punto, el dobles junto a Marin Čilić y el quinto punto para darle la ajustada victoria por 3-2.
En la serie por el ascenso, enfrentó a Brasil en Zadar, sobre canchas duras. Allí Croacia ganó la serie por 4-1 y logró el ascenso.
En 2009 debutará nuevamente en el Grupo Mundial ante Chile como local.

### Plantel
| Jugador       | Individuales | Dobles |
| ------------- | ------------ | ------ |
| Borna Ćorić   | 9 - 7        | 0 - 0  |
| Nikola Mektić | 1 - 1        | 3 - 0  |
| Marin Čilić   | 27 - 11      | 10 - 6 |
| Ivan Dodig    | 2 - 7        | 9 - 5  |
| Franko Škugor | 1 - 3        | 2 - 1  |
| Mate Pavić    | 0 - 1        | 0 - 3  |